# Marshall (Minnesota)
Marshall é uma cidade localizada no estado americano de Minnesota, no Condado de Lyon.

## Demografia
Segundo o censo americano de 2000, a sua população era de 12.735 habitantes.

## Geografia
De acordo com o United States Census Bureau tem uma área de
21,5 km², dos quais 21,5 km² cobertos por terra e 0,0 km² cobertos por água.

## Localidades na vizinhança
O diagrama seguinte representa as localidades num raio de 20 km ao redor de Marshall.